# Elyse Sewell
Elyse Marie Sewell, född 10 juni 1982 i Albuquerque, New Mexico, är en amerikansk fotomodell. Hon var med i den första säsongen av America's Next Top Model 2003.
Efter teveserien var hon verksam som fotomodell och gick visningar i flera år med Asien som bas. Hon har medverkat i kampanjer för bland annat Chanel och bland annat varit på omslaget till Harper's Bazaar.